# Thiện Đức nữ vương
Thiện Đức Nữ vương (tiếng Hàn: 선덕여왕), tên thật là Kim Đức Mạn, là nữ vương của nước Tân La (một trong ba vương quốc thời kỳ Tam Quốc Triều Tiên gồm Cao Câu Ly, Bách Tế và Tân La) từ năm 632 đến năm 647. Bà là vị vua thứ 27 của vương quốc Tân La, và là vị nữ vương đầu tiên trong lịch sử Triều Tiên.

## Người thừa kế
Trước khi trở thành nữ vương, Thiện Đức (선덕) được gọi là Công chúa Đức Mạn (tiếng Hàn:덕만공주, chữ Hán: 德曼公主, Đức Mạn công chúa). Cô là con gái thứ hai trong số ba người con gái của Chân Bình Vương. Chị gái cô, Thiên Minh công chúa (tiếng Hàn: 천명공주; chữ Hán: 天明公主), sinh ra được một người con trai tên là Kim Xuân Thu, là người sẽ trở thành Tân La Vũ Liệt vương sau này. Trong khi một người chị em khác của cô – Thiện Hoa công chúa (tiếng Hàn:善花公主, chữ Hán: 선화공주), lại kết hôn với Vũ vương của nước Bách Tế, sau đó thì trở thành mẫu hậu của Nghĩa Từ Vương của Bách Tế, vị vua cuối cùng của Bách Tế, trước khi bị diệt bởi liên minh giữa Tân La và nhà Đường.
Sự tồn tại của công chúa Thiện Hoa hiện nay vẫn đang tranh cãi, vì có nhiều bằng chứng lịch sử cho rằng mẹ của Nghĩa Từ Vương là Vương hậu Sataek, và phủ nhận vai trò lịch sử của Thiện Hoa.
Chân Bình Vương không có con trai, Thiên Minh công chúa lại mất sớm, Thiện Hoa công chúa lại ở Bách Tế, còn con trai của Thiên Minh công chúa là Kim Xuân Thu còn trẻ tuổi nên ông ta đã chọn Đức Mạn công chúa lên làm Thế nữ để sau này sẽ kế vị mình. Điều này không có gì khác thường ở Tân La, bởi vì phụ nữ trong thời đại này có vai trò tương đối cao với nhiều cố vấn, quý phu nhân và vương hậu nhiếp chính xuất hiện ở đất nước.
Khắp vương quốc, phụ nữ không phải là người có tiếng nói trong gia đình từ khi chế độ mẫu hệ suy yếu bên cạnh chế độ phụ hệ. Tư tưởng Nho giáo đã đặt người phụ nữ vào một vị trí thấp, không có tầm ảnh hưởng gì lớn trong xã hội Triều Tiên, cho tới tận giữa triều đại nhà Triều Tiên thế kỷ thứ XV.
Trong vương triều Tân La, vai trò của người phụ nữ tương đối cao, nhưng vẫn có sự hạn chế trong hành xử và lễ giáo của người phụ nữ. Phụ nữ thường bị hạn chế tham gia vào các hoạt động lớn vì xã hội cho rằng chúng không phù hợp với họ.

## Trị vì
Ngày 20 tháng 1 năm 632, sau khi Chân Bình vương mất, Thiện Đức trở thành người lãnh đạo của Tân La, và bà trị vì đến năm 647. Bà là người đầu tiên trong số 3 nữ vương của vương quốc Tân La (Hai người còn lại là Chân Đức nữ vương và Chân Thánh nữ vương). Bà cũng là nữ hoàng đầu tiên ở Đông Á. Sau khi bà mất, vào năm 654 Chân Đức Nữ Vương lại tiếp tục sự nghiệp của bà. 
Khi bà làm Nữ vương thì vua Đường Thái Tông (Lý Thế Dân) của nhà Đường từng gửi thư cho bà với thái độ cợt nhả rằng bà là phụ nữ thì không nên làm vua. Đường Thái Tông không thể biết được rằng sau này một tài nhân của mình là Võ Chiếu lại soán ngôi nhà Đường của ông và lập ra nhà Võ Chu (690 - 705) trong một thời gian.
Suốt thời kỳ mà Thiện Đức Nữ Vương trị vì, chiến tranh, bạo lực và loạn lạc xảy ra liên miên giữa Tân La với nước láng giềng Bách Tế.
Năm 633 vua Bách Tế Vũ vương của Bách Tế huy động quân đội lớn tấn công Tân La, chiếm được mấy thành. 
Năm 636 vua Bách Tế Vũ vương của Bách Tế huy động quân đội lớn tấn công Thung lũng sông Hán của Tân La, chiếm được vài thành. Tướng Tân La là Kim Yu-shin (Kim Dữu Tín) lãnh đạo quân dân Tân La đánh bại quân Bách Tế vào năm 637. Quân Bách Tế phải rút lui khỏi Thung lũng sông Hán.
Trong mười bốn năm làm nữ vương, sự sáng suốt của bà đã đem lại nhiều lợi ích cho vương quốc. Dưới thời của bà, Tân La ngày càng nới lỏng sự phụ thuộc vào nước láng giềng Trung Quốc, hiện lúc đó là nhà Đường, đồng thời bà còn gửi học giả sang nhà Đường để học hỏi.
Bà là một người sùng đạo Phật và đã cho xây dựng nhiều ngôi chùa lớn. Sau này Nữ hoàng đế nhà Chu là Võ Tắc Thiên cai trị Trung Quốc từ năm 690 đến năm 705 cũng tôn sùng đạo Phật và xây dựng nhiều ngôi chùa lớn như tựa như bà.
Bà đã cho xây dựng Tháp Thiên văn, hay Cheomseongdae (Chiêm tinh đài), được xem như đài thiên văn đầu tiên ở Phương Đông. Ngôi tháp này vẫn còn tồn tại ở thủ đô vương quốc Tân La cũ, nay là tỉnh Gyeongju (Khánh Châu), Hàn Quốc.
Trong giai đoạn này, vương quốc Cao Câu Ly (đời vua Cao Câu Ly Vinh Lưu Vương) ở phía bắc, dưới quyền kiểm soát của tướng Uyên Cái Tô Văn (Yeon Gaesomun), có thái độ hung hăng chống Tân La và nhà Đường (đời vua Đường Thái Tông). Tân La phản ứng bằng cách liên minh chặt chẽ với nhà Đường, đe dọa Bách Tế (đời vua Bách Tế Vũ vương) đứng giữa.
Năm 640, vua Bách Tế Vũ vương của Bách Tế huy động quân đội lớn tấn công Tân La nhưng bị tướng Tân La là Kim Yu-shin (Kim Dữu Tín) lãnh đạo quân dân Tân La đánh bại. Quân Bách Tế phải rút lui. Sau đó vua Bách Tế Vũ vương qua đời vào năm 641, Bách Tế Nghĩa Từ Vương lên kế vị ngôi vua Bách Tế.
Năm 642, nước Cao Câu Ly có loạn: một vị đại thần là Uyên Cái Tô Văn (Yeon Gaesomun) giết vua Cao Câu Ly Vinh Lưu vương rồi lập Cao Câu Ly Bảo Tạng vương lên ngôi và đem quân đánh Tân La. Tân La càng bị cô lập hơn nữa khi Cao Câu Ly phục hồi quan hệ với Nụy tại Nhật Bản (đời Nữ Thiên hoàng Kōgyoku). Trong năm 642, Tân La cử Kim Xuân Thu đến Cao Câu Ly để thương lượng một hiệp ước, song khi Uyên Cái Tô Văn yêu cầu trao trả lại khu vực Hán Thành (Seoul ngày nay) thì cuộc đàm phán bị đổ vỡ, dẫn đến việc nữ hoàng Tân La là Thiện Đức Nữ Vương phải cầu cứu nhà Đường (đời vua Đường Thái Tông). Cùng năm 642, vua Bách Tế Nghĩa Từ Vương của nước Bách Tế dẫn đầu một chiến dịch chống lại Tân La và chiếm khoảng 40 thành. Bách Tế Nghĩa Từ Vương cũng gửi một lực lượng gồm 10.000 lính để chiếm thành Đại Da (Daeya) của Tân La và sát hại con rể của Kim Xuân Thu (Kim Chunchu). 
Năm 643, vua Bách Tế Nghĩa Từ Vương của nước Bách Tế cùng với quân Cao Câu Ly tấn công Tân La một lần nữa để chặn tuyến đường ngoại giao của Tân La với nhà Đường.
Năm 644 tướng Tân La là Kim Yu-shin (Kim Dữu Tín) lãnh đạo quân Tân La đánh chiếm lại vài thành trì của Bách Tế (đời vua Bách Tế Nghĩa Từ Vương).
Năm 645, vua Đường Thái Tông thân chinh đem 20 vạn quân từ Lạc Dương đi đánh Cao Câu Ly (đời vua Cao Câu Ly Bảo Tạng vương). Thiện Đức Nữ Vương của Tân La cũng cung ứng quân lương, quân đội Tân La và vũ khí cho quân Đường xâm lược Cao Câu Ly. Vua Bách Tế Nghĩa Từ Vương của nước Bách Tế đã tấn công Tân La và chiếm được bảy thành. Tuy nhiên quân Đường bại trận ở thành An Thị của Cao Câu Ly, phải rút lui cùng năm.
Trong vương quốc Tân La dưới triều Thiện Đức Nữ Vương, Thượng đại đẳng Bidam (chữ Hán:毗曇; Bì Đàm) là người đã lãnh đạo một cuộc nổi loạn chống lại bà vào ngày 7 tháng 1 âm lịch năm 647 (tức là ngày 16 tháng 2 dương lịch năm 647), vì ông ta cho rằng "một nữ vương không thể điều hành một quốc gia" (Nguyên văn: 女主不能善理: "Nữ vương bất năng thiện lý"). Quân đội của Bidam nhanh chóng đánh đến trước kinh đô của Tân La, chuẩn bị kịch chiến với quân đội của Thiện Đức Nữ Vương trong kinh đô.
Truyền thuyến nói rằng, trong cuộc binh biến này, có một ngôi sao đã rơi xuống, Bidam và tùy tùng cho rằng đó chính là dấu hiệu kết thúc giai đoạn trị vì của Thiện Đức Nữ Vương. Quân đội của Bidam lên tinh thần và quân đội của nữ vương bị mất nhuệ khí. Kim Yu Shin (chữ Hán:김庾信, Kim Dữu Tín) đã khuyên Nữ Vương thả lên trời một con diều lửa nhằm tuyên bố rằng ngôi sao nọ (con diều lửa nhìn từ xa trong đêm giống như một ngôi sao) đang trở về chỗ cũ của nó. Quân đội của Bidam bị hốt hoảng và bị quân đội của Nữ Vương đánh bại vài trận.
Thiện Đức Nữ Vương từ trần vào ngày 11 tháng 1 âm lịch năm 647, tức là ngày 20 tháng 2 dương lịch năm 647. Khi Chân Đức nữ vương bước lên ngai vàng của Tân La, cuộc nổi loạn của Bidam mới bị dập tắt. Mười ngày sau cuộc nổi loạn, Bidam cùng 30 người tùy tùng đã bị hành quyết vào ngày 17 tháng 1 âm lịch năm 647, tức là ngày 26 tháng 2 dương lịch năm 647. Mười ngày sau khi Thiện Đức Nữ vương qua đời, Chân Đức nữ vương phong cho Kim Alcheon thay thế chức vụ Thượng đại đẳng của Bidam vào ngày 21 tháng 1 âm lịch năm 647, tức là ngày 2 tháng 3 năm 647.

## Truyền thuyết
Thiện Đức được vua cha lựa chọn làm người kế vị là do sự biểu hiện thông minh sâu sắc của bà ngay từ khi bà còn là Đức Mạn công chúa. Một câu chuyện được truyền tụng trong cả hai cuốn sách sử nổi tiếng: Samguk Sagi (Hán tự: 三國史記 – Tam Quốc sử ký) và Samguk Yusa (Hán tự: 三國遺事 - Tam Quốc di sự)) như sau:
Khi cha bà (Chân Bình Vương) nhận được một cái hộp hạt giống hoa mẫu đơn từ Hoàng đế Đường Thái Tông kèm theo một bức tranh vẽ đóa hoa mẫu đơn đã thành hình. Nhìn thấy bức tranh, Đức Mạn công chúa đã cho rằng một bông hoa dù có đẹp đến mấy cũng thật tệ khi nó chẳng có mùi hương. Sau đó bà nói rằng: "Nếu là con vẽ, sẽ có thêm vô số ong bướm lượn quanh bông hoa này!". Tầm nhìn của Đức Mạn công chúa về sự thiếu hụt mùi hương của bông hoa mẫu đơn đã tỏ ra chính xác, một bằng chứng trong vô số bằng chứng về sự thông minh, thậm chí là khả năng lãnh đạo của bà.
Có hai sự kiện khác nhau của Thiện Đức thể hiện khả năng tiên đoán sự việc, một khả năng lạ lùng của bà:
- Một là, bà nghe được tiếng kêu của một bầy ếch trắng gần hồ Ngọc Môn vào mùa đông. Bà nghĩ rằng điều này báo trước một cuộc tấn công của vương quốc láng giềng Bách Tế (ếch kêu được xem như tiếng của những người lính sợ hãi) từ phía Tây Bắc (màu trắng tượng trưng cho phía Tây trong thiên văn học lúc đó) tại Nữ Căn Cốc (女根谷) (tiếng ếch kêu từ hồ Ngọc Môn, được ví như người phụ nữ). Khi bà gửi các tướng lĩnh Tân La tới Nữ Căn Cốc, thực sự họ đã bắt được hai ngàn quân Bách Tế.
- Hai là, tiên đoán về cái chết của chính mình. Vài ngày trước khi qua đời (trước khi Bidam nổi dậy chống lại bà vào ngày 7 tháng 1 âm lịch năm 647), bà đã tập họp mọi người và nói rằng: "Khi ta chết, hãy chôn ta ở gần Dori-cheon (Hán tự: 忉利天, Đao Lợi Thiên), trên núi Lang Sơn (狼山) ở phía Nam". Hơn một thập kỷ sau cái chết của bà, Tân La Văn Vũ Vương (Hán tự 文武王), vị vua thứ 30 của Tân La, vừa lên ngôi năm 661 đã cho xây dựng Tứ thiên vương tự (四天王寺, Sacheonwang-sa ý nói ngôi chùa của vị vua bốn phương) ngay tại mộ của bà.

## Gia đình

### Phụ vương và mẫu hậu
- Phụ vương: Chân Bình Vương (眞平王; 진평왕)
- Mẫu hậu: Vương hậu Maya, họ Kim (摩耶夫人金氏, 마야부인김씨; Ma Da phu nhân Kim thị)

### Chị em
- Thiên Minh công chúa (chữ Hán:天明公主, tiếng Hàn:천명공주,Cheonmyeong) [4]
- Thiện Hoa công chúa (chữ Hán:善花公主, tiếng Hàn:선화공주, Seonhwa)

### Anh-em rể
- Kim Yong-chun (金龍春; 김용춘, Kim Long Xuân), chồng của Thiên Minh công chúa, Pungwolju thứ 13 (hay còn gọi là Gukseon (國仙), Quốc tiên).
- Jang Seo-dong (璋暑童; 장서동; Chương Thử Đồng), chồng của Thiện Hoa công chúa (chưa xác thực), sau này là Vũ Vương (武王/ 무왕) của nước Bách Tế.

### Cháu trai và cháu gái
- Kim Chun-chu (金春秋; 김춘추, Kim Xuân Thu), con trai trưởng của công chúa Thiên Minh và Kim Yong-chun. Sau này là Pungwolju thứ 18, và sau nữa trở thành Thái Tông Vũ Liệt Vương (太宗武烈王, 태종무열왕; Thái Tông Vũ Liệt Vương).
- Kim Yeon-chung (金蓮忠, 김연충; Kim Liên Chung), con trai thứ của công chúa Thiên Minh và Kim Yong-chun.
- Nghĩa Từ Vương của Bách Tế (義慈王, 의자왕), con trai duy nhất của công chúa Thiện Hoa (đang tranh cãi).

### Anh chị em họ
- Kim Seung-man (金勝曼, 김승만, Kim Thắng Mạn), con gái duy nhất của Cát văn vương Gukban(國飯葛文王, 국반갈문왕, Quốc Phạn Cát văn vương), anh em trai của Chân Bình Vương, và phu nhân Wolmyeong (月明夫人, 월명부인; Nguyệt Minh phu nhân). Kim Thắng Mạn sau này trở thành Chân Đức nữ vương.

### Chồng
Không có thông tin chính thức về chồng của Thiện Đức Nữ Vương, tuy nhiên có nhiều dị bản như sau:
o	Theo Tam Quốc di sự, chồng của Thiện Đức là Cát văn vương Eum (飮葛文王, 음갈문왕, Ẩm Cát văn vương) – có thể đã kết hôn với Thiện Đức Nữ Vương một năm sau khi cô bước lên ngai vàng.
o	Theo Biên niên sử Hoa Lang (Hwarang segi, Hoa Lang thể ký), chồng của Thiện Đức Nữ Vương có thể là những người sau:
- Kim Yong-chun (金龍春, 김용춘; Kim Long Xuân), chồng của Thiên Minh công chúa, Quốc tiên thứ 13, cha của Kim Xuân Thu, kết hôn với Thiện Đức Nữ Vương sau khi Thiên Minh công chúa qua đời.
- Heumban (欽飯, 흠반; Khâm Phạn) – một người họ hàng của Thiện Đức Nữ Vương, qua đời trước khi Thiện Đức Nữ Vương lên ngai vàng.
- Eulje (乙祭, 을제; Ất Tế), qua đời trước khi Thiện Đức Nữ Vương lên ngai vàng.

## Trong văn hóa đại chúng
- Lee Hyun-jung vào vai Thiện Đức nữ vương trong phim truyền hình Hàn Quốc Yeon Gaesomun (2006).
- Năm 2009 đài MBC của Hàn Quốc đã thực hiện bộ phim truyền hình Hàn Quốc 62 tập mang tên Nữ hoàng Seon Deok với Thiện Đức Nữ Vương (Kim Đức Mạn) là nhân vật chính do Lee Yo-won và Nam Ji-hyun thủ vai.[5][6] Trong bộ phim, Deok Man (Đức Mạn) được biết đến như đứa trẻ không may mắn phải trốn chạy khỏi bàn tay của người phụ nữ độc ác Mi Shil (Mỹ Thất, vợ của vua Chân Trí vương và là người đã lật đổ Chân Trí vương và đưa Chân Bình vương lên ngôi vua). Deok Man phải trốn chạy ngay từ khi mới lọt lòng và cô sinh ra và lớn lên tại sa mạc Đôn Hoàng, nhà Tùy (đời vua Tùy Văn Đế và Tùy Dạng Đế). Sau khi lớn lên, Deok Man quyết định quay trở lại hoàng cung Tân La để trả thù người phụ nữ độc ác đã thao túng cả ba đời vua Tân La (Chân Hưng vương, Chân Trí vương và Chân Bình vương). Nhưng để cô có thể trở lại hoàng cung, chị gái của cô – công chúa Cheonmyoeng (Thiên Minh) đã mất mạng dưới tay thuộc hạ của Mi Shil (Mỹ Thất), và cô cũng phải hy sinh mối tình với chàng Hoa Lang Kim Yu-shin (Kim Dữu Tín) vì nghiệp lớn. Sau này, với sự phò tá trung thành và tài năng của Kim Yu-shin (Kim Dữu Tin) và Bidam (Bì Đàm, con trai của Mỹ Thất và Chân Trí vương) cùng các tướng lãnh, Deok Man đã đánh bại Mi Shil (Mỹ Thất). Sau đó Chân Bình vương qua đời, Deok Man lên ngôi và trở thành Nữ hoàng Seon Deok, vua thứ 27 của Tân La. Trong phim cũng cho rằng, lý do Bidam làm phản là do bị thuộc hạ dưới quyền ép buộc cộng với việc không tin tưởng vào tình yêu của Nữ hoàng Seon Deok dành cho mình.
- Park Joo-mi, Hong Eun-hee và Seon Joo-ah vào vai công chúa Kim Đức Mạn (Thiện Đức nữ vương lúc nhỏ) và Thiện Đức nữ vương trong phim truyền hình Hàn Quốc Dream of the Emperor (2012 - 2013).[7][8][9][10][11][12]

## Chú dẫn
1. ↑  Tam Quốc Dị Sự, Bản tiếng Anh: Samguk Yusa - Legends and History of the Three Kingdoms of Ancient Korea, dịch bởi Tae-Hung Ha và Grafton K. Mintz. Quyển số 1, trang 57. Nhà xuất bản Silk Pagoda (2006).
2. ↑  “(7. Silla and Wa) - Bidam”. Bản gốc lưu trữ ngày 5 tháng 10 năm 2011. Truy cập ngày 8 tháng 9 năm 2010.
3. ↑  Samguk Yusa: Tam Quốc Dị sự, bản tiếng Anh của Tae-Hung Ha và Grafton K. Mintz. Nhà xuất bản Silk Pagoda (2006).
4. ↑  Sau khi lên ngôi, Vũ Liệt Vương truy tôn mẹ mình là Văn Trinh Thái hậu (文貞太后/ 문정태후)
5. ↑  Lee, Ga-on (8 tháng 6 năm 2011). “INTERVIEW: Actress Lee Yo-won - Part 1”. 10Asia. Truy cập ngày 1 tháng 4 năm 2013.
6. ↑  Lee, Ga-on (8 tháng 6 năm 2011). “INTERVIEW: Actress Lee Yo-won - Part 2”. 10Asia. Truy cập ngày 1 tháng 4 năm 2013.
7. ↑  Sunwoo, Carla (25 tháng 10 năm 2012). “Park Joo-mi involved in car crash”. Korea JoongAng Daily. Lưu trữ bản gốc ngày 1 tháng 5 năm 2022. Truy cập ngày 26 tháng 7 năm 2014.
8. ↑  “Choi Soo-jong, Park Joo-mi Injured While Shooting Drama”. The Chosun Ilbo. 26 tháng 10 năm 2012. Lưu trữ bản gốc ngày 21 tháng 3 năm 2023. Truy cập ngày 26 tháng 7 năm 2014.
9. ↑  Sunwoo, Carla (7 tháng 11 năm 2012). “Park Joo-mi's injury delays drama”. Korea JoongAng Daily. Lưu trữ bản gốc ngày 1 tháng 5 năm 2022. Truy cập ngày 26 tháng 7 năm 2014.
10. ↑  “Park Joo-mi Jettisons Starring Role After Accident”. The Chosun Ilbo. 23 tháng 11 năm 2012. Lưu trữ bản gốc ngày 21 tháng 3 năm 2023. Truy cập ngày 26 tháng 7 năm 2014.
11. ↑  “Hong Eun-hee to Step In as Female Lead of KBS Drama”. The Chosun Ilbo. 27 tháng 11 năm 2012. Lưu trữ bản gốc ngày 30 tháng 11 năm 2012. Truy cập ngày 26 tháng 7 năm 2014.
12. ↑  Sunwoo, Carla (27 tháng 11 năm 2012). “Park Joo-mi replaced by Hong Eun-hee”. Korea JoongAng Daily. Lưu trữ bản gốc ngày 29 tháng 7 năm 2014. Truy cập ngày 26 tháng 7 năm 2014.